# Paul Esswood
Paul Lawrence Vincent Esswood (ur. 6 czerwca 1942 w West Bridgford) – brytyjski śpiewak, kontratenor.

## Życiorys
W latach 1961–1964 studiował w Royal Academy of Music w Londynie u Gordona Clintona. Od 1964 do 1971 roku był chórzystą opactwa Westminsterskiego. Debiutował w 1965 roku w nagraniu Mesjasza Georga Friedricha Händla pod batutą Charlesa Mackerrasa, zrealizowanym dla BBC. Jako śpiewak operowy zadebiutował w 1968 roku w Erismenie Francesco Cavallego. Występował jako solista oraz z wykonującym muzykę dawną zespołem Pro Cantione Antiqua. Śpiewał utwory m.in. Claudio Monteverdiego, Alessandro Scarlattiego, Henry’ego Purcella i J.S. Bacha. W latach 1977–1980 wykładał w Royal College of Music, następnie od 1985 roku był wykładowcą Royal Academy of Music. Występował także w repertuarze współczesnym, wziął udział w prapremierowych przedstawieniach oper Raj utracony Krzysztofa Pendereckiego (Chicago 1978, w roli Archanioła) oraz Akhnaten Philipa Glassa (Stuttgart 1984, rola tytułowa).